# أندريه مارشان (رسام)
أندريه مارشان (بالفرنسية: André Marchand)‏ هو رسام فرنسي، ولد في 10 فبراير 1907 في آكس أون بروفانس في فرنسا، وتوفي في 29 ديسمبر 1997.